# Claudio Volonté
Claudio Volonté, noto anche con lo pseudonimo di Claudio Camaso (Torino, 3 febbraio 1939 – Roma, 16 settembre 1977), è stato un attore italiano.
Era il fratello minore dell'attore Gian Maria Volonté.

## Biografia
Nel 1965 viene accusato di terrorismo di matrice fascista, in relazione ad un ordigno esploso in Vaticano. Il 26 luglio 1977 uccise accidentalmente l'elettricista Vincenzo Mazza (conosciuto per aver partecipato al film Anna di Alberto Grifi e Massimo Sarchielli, nel quale interpretava sé stesso), intervenuto per sedare una lite sorta tra lui e la moglie Verena Baer. Dopo dieci giorni di latitanza, l'attore si consegnò alla giustizia, affermando che il tragico episodio era stato causato involontariamente. Morì suicida, impiccandosi in carcere il 16 settembre successivo.

## Filmografia

### Attore

#### Cinema
- Io la conoscevo bene, regia di Antonio Pietrangeli (1965)
- Svegliati e uccidi, regia di Carlo Lizzani (1966)
- Furia a Marrakech, regia di Mino Loy e Luciano Martino (1966)
- Il caso difficile del commissario Maigret (Maigret und sein größter Fall), regia di Alfred Weidenmann (1966)
- 10.000 dollari per un massacro, regia di Romolo Guerrieri (1967)
- Le Feu de Dieu, regia di Georges Combret (1967)
- John il bastardo, regia di Armando Crispino (1967)
- La lunga notte di Tombstone (Crónica de un atraco), regia di Jaime Jesus Balcazar (1968)
- Per 100.000 dollari t'ammazzo, regia di Giovanni Fago (1968)
- Joko - Invoca Dio... e muori, regia di Antonio Margheriti (1968)
- Giarrettiera Colt, regia di Gian Rocco (1968)
- Contronatura, regia di Antonio Margheriti (1969)
- La grande scrofa nera, regia di Filippo Ottoni (1971)
- Reazione a catena, regia di Mario Bava (1971)
- Tutto a posto e niente in ordine, regia di Lina Wertmüller (1974)
- Il tempo dell'inizio, regia di Luigi Di Gianni (1974)
- Faccia di spia, regia di Giuseppe Ferrara (1975)

#### Televisione
- Mastro Don Gesualdo, regia di Giacomo Vaccari – miniserie TV, episodi 1x04-1x05 (1964)
- Vita di Michelangelo, regia di Silverio Blasi – miniserie TV, episodio 1x03 (1964)
- L'inchiesta, regia di Gianni Amico – film TV (1971)
- Bernadette Devlin, regia di Silvio Maestranzi – film TV (1971)
- Alle origini della mafia, regia di Enzo Muzii – miniserie TV, episodio 1x01 (1976)
- Tecnica di un colpo di stato: la marcia su Roma, regia di Silvio Maestranzi – miniserie TV, episodio 1x01 (1978)

### Doppiatore
- Gérard Depardieu in Novecento

## Teatro (parziale)
- Così è (se vi pare), regia di Giuseppe Di Martino. Teatro Stabile di Catania[5]

## Doppiatori italiani
- Pino Locchi in 10.000 dollari per un massacro, Per 100.000 dollari t'ammazzo
- Aldo Giuffré in John il bastardo
- Massimo Turci in La lunga notte di Tombstone
- Luciano Melani in Joko - Invoca Dio...e muori
- Cesare Barbetti in Reazione a catena[6]